# Ivona Brandić
Ivona Brandić (née le 23 décembre 1977) est une informaticienne bosno-autrichienne connue pour ses recherches sur le cloud computing. Elle est professeure d'université à l'Institut d'ingénierie des systèmes d'information de l'université technique de Vienne. 

## Biographie
Brandić naît à Gradačac, en Bosnie-Herzégovine, qui faisait alors partie de la Yougoslavie. Sa famille se réfugie en Autriche en 1992, du fait de la guerre de Bosnie. Elle rejoint une école secondaire et doit apprendre l'allemand. Elle commence ses études supérieures dans un institut technologique, le HTL Mödling (de) puis obtient une maîtrise en informatique de gestion en 2002 à l'université de Vienne et un doctorat dans la même discipline en 2007 à l'université technique de Vienne. Elle présente, en 2013, son mémoire d'habilitation, intitulé « Spezifizierung und Planung von Grid Workflows mit multiplen Randbedingungen » sur la spécification et la planification de workflows de grille avec de multiples contraintes à l'université technique de Vienne,.

## Activités professionnelles
Elle a été professeure assistante non titulaire à l'Institut de calcul scientifique de l'université de Vienne de 2002 à 2007, et à la faculté d'informatique de l'université technique de Vienne de 2007 à 2014, avec une an de congé durant laquelle elle est chercheuse postdoctorale à l'université de Melbourne en 2008. En 2014, elle obtient un poste permanent à l'université technique de Vienne, comme professeure adjointe à l'Institut de technologie logicielle et de systèmes interactifs de 2014 à 2015, puis à partir de 2016, comme professeur d'université pour les systèmes de calcul haute performance.

## Travaux de recherche
Ivona Brandic s'occupe de l'optimisation de l'exécution des systèmes ultra-échelle, dans les systèmes HPC virtualisés, les systèmes ultra-écoénergétiques, le Cloud, Web & Workflow Quality of Service (QoS) ainsi que les systèmes distribués orientés services.
En 2016, elle est la scientifique européenne dont les travaux dans le domaine des systèmes de cloud computing sont les plus cités.

## Prix et distinctions
Elle est lauréate 2011 du prix MiA en science et recherche, un prix autrichien pour les contributions distinguées de personnes d'origine internationale. Elle remporte le prix Start du Fonds autrichien pour la science en 2015. En 2016, elle rejoint la « Jungen Kurie » (Jeune Académie) de l'Académie autrichienne des sciences,.

## Publications
- (en) Rajkumar Buyya, Chee Shin Yeo, Srikumar Venugopal, James Broberg et Ivona Brandic, « Cloud computing and emerging IT platforms: Vision, hype, and reality for delivering computing as the 5th utility », Future Generation Comp. Syst., vol. 25, no 6,‎ 2009, p. 599–616 (DOI 10.1016/j.future.2008.12.001).
- (en) Massimo Villari, Ivona Brandić et Francesco Tusa, Achieving Federated and Self-Manageable Cloud Infrastructures : Theory and Practice, IGI Global, 2012.
- Damien Borgetto, Michael Maurer, Georges Da Costa, Jean-Marc Pierson, Ivona Brandic : « Energy-efficient and SLA-Aware Management of IaaS Clouds ». e-Energy 2012 -Third International Conference on Future Energy Systems, du 9 au 11 mai 2012, Madrid, Espagne.
- Vincent C. Emeakaroha, Marco A. S. Netto, Rodrigo N. Calheiros, Ivona Brandic, Rajkumar Buyya, Cesar A. F. De Rose : « Towards Autonomic Detection of SLA Violations in Cloud Infrastructures », Future Generation Computer Systems, vol. 28, no 7, p. 1017-1029, p. 1017-1029, juillet 2012.
- Michael Maurer, Ivona Brandic et Rizos Sakellariou : « Adaptive Resource Configuration for Cloud Infrastructure Management ». Future Generation Computer Systems. Special section: Recent advances in e-Science. 29(2):472-487, février 2013.
- Toni Mastelic, Jasmina Jasarevic et Ivona Brandic : « CPU Performance Coefficient (CPU-PC): A Novel Performance Metric Based on Real-time CPU Resource Provisioning in Time-shared Cloud Environments ». 6th IEEE International Conference on Cloud Computing Technology and Science, (CloudCom 2014), Singapour 15-18 décembre 2014.
- Toni Mastelic, Ariel Oleksiak, Holger Claussen, Ivona Brandic, Jean-Marc Pierson, Athanasios V. Vasilakos : « Cloud Computing: Survey on Energy Efficiency ». ACM Computing Surveys (CSUR), Volume 47, Issue 2, Article no 33, décembre 2014.